# Glycyphana tambora
Glycyphana tambora är en skalbaggsart som beskrevs av Jakl 2009. Glycyphana tambora ingår i släktet Glycyphana och familjen Cetoniidae. Inga underarter finns listade i Catalogue of Life.